# Mesosignum kohleri
Mesosignum kohleri är en kräftdjursart som beskrevs av Menzies1962. Mesosignum kohleri ingår i släktet Mesosignum och familjen Mesosignidae. Inga underarter finns listade i Catalogue of Life.